# Polyrhachis fornicata
Polyrhachis fornicata är en myrart som beskrevs av Carlo Emery 1900. Polyrhachis fornicata ingår i släktet Polyrhachis och familjen myror. Inga underarter finns listade i Catalogue of Life.